# Милош Марић (научник)
Милош Марић Млађи (Рума, 20. април 1885 − Саратов, 3. мај 1944) био је совјетски научник и универзитетски професор. Марић је рођен у  српској породици. Био је шеф катедре за хистологију на Саратовском државном универзитету. Најзначајнија његова истраживања била су на пољу митозе и амитозе, чиме је поставио темеље клонирања.
Његове старије сестре је Милева Марић Ајнштајн и Зорка Марић.

## Детињство, младост и школовање
Милош Марић рођен је у Руми, 20. априла 1885. године, као треће и најмлађе дете у породици Марић, после најстарије Милеве, касније чувене супруге Алберта Ајнштајна и млађе Зорке. Његови родитељи Милош Марић (1846–1922), аустроугарски наредник и Марија Ружић (1846–1935), пореклом из добростојеће тителске породице, венчали су се октобра 1867. Живели су у Тителу све до рођења своје прве ћерке Милеве 1875. године, када отац Милош напушта војну службу и запошљава се као службеник у суду. Прво запослење налази у Вуковару, а крајем 1877. добија место писара у Котарском суду у Руми, где је породица живела све до маја 1892. године, када је премештен у Загреб, на место нижег судског службеника.
Основну школу Милош Млађи похађао је у Загребу. Године 1895. отац „због реуматизма” напушта Загреб и због наследства одлази у родни Каћ. Следеће године је и пензионисан, па се цела породица 1896. године сели у Нови Сад, у своју нову кућу у Кисачкој улици бр. 20, па је Милош Млађи гимназију завршио у Новом Саду. Породица је била добростојећа и своје замашно богатство првенствено су користили за школовање деце на страним универзитетима. Милош Млађи одабрао је да студира медицину. Студије медицине завршио је на угарском Коложварском универзитету (данашњи Клуж-Напока, или само Клуж, у Трансилванији (данашња Румунија). Поред матерњег, српског језика говорио је и немачки, француски, мађарски и руски.
На универзитету у Клужу је било доста студената из Србије, а Милош је заједно са већином био активан у организацији која је промовисала српску економију и културу у Војводини. Тај покрет је из Новог Сада водио Тихомир Остојић, Милошев некадашњи гимназијски професор, коме је млади Милош често писао, тражећи непристрасне информације о свему што се дешава у домовини, како би на веродостојан начин приказао право стање Срба у Аустроугарској.
У Руми постоји кућа где је породица Марић живела од 1877. до 1892. године. У сусрет великом јубилеју – сто педесет година од рођења Милеве Марић – Министарство културе Републике Србије најавило је обнову те куће, у којој ће се налазити и меморијална соба.

### Путовања по Европи
Млади Милош био је младић широких интересовања, тако да је почетком 1905. године одлучио да путује Европом, и додатно прошири своје знање. Прво путовање је било у Париз, да би затим наставио према Швајцарској. У Берну је одсео код своје старије сестре, Милеве и њеног мужа Алберта Ајнштајна и код њих боравио готово целу 1905. годину.
Из овог периода остала су нека Милошева писма. У једном од њих он се диви Швајцарцима као нацији која прича четири језика, а у којој не постоје оштра национална питања. Такође у писму помиње и упознавање са руским емигрантима, који су морали да беже из Русије после крваве Револуције 1905. године, са којима је дубоко саосећао. Доста често је писао и својим родитељима и у тим писмима искуства које је стекао у друштву своје сестре и њеног мужа. У једном од писама он описује како Милева и Алберт раде на проблемима из физике у вечерњим сатима, када седну за један сто и заједно пишу, рачунају, читају и полемишу о науци.

## Живот у Клужу
Милош Марић је дипломирао Коложварском универзитету 1907. године, након чега је три године радио на Психијатријској клиници у Клужу. Године 1910. добија понуду за посао на Универзитету и постаје млађи, а потом и старији асистент на катедри хистологије Коложварског универзитета. Године 1913, према неким изворима под очевим притиском и мимо своје воље, оженио се добростојећом мештанком Мартом. У Клужу се спријатељио с мађарским револуционаром Белом Куном и приступио Социјалдемократској партији Угарске.

## Први светски рат и долазак у Русију
Као угарски држављанин Милош Марић Млађи војни рок је служио у Шестом пешадијском хонведском пуку, и у војној болници у Будимпешти. Мобилисан је одмах на почетку рата и најпре послат на Јужни фронт где су се водиле борбе против Србије, а затим прекомандован на Северни фронт, против Русије. За време повлачења пука у Галицији, пао је у руско заробљеништво. Као ратни заробљеник послат је у Москву да ради као лекар у Лефортовској војној болници, а наставио је и да се бави науком и радио је на катедри хистологије Московског универзитета. Од 1917. године прешао је на катедру хистологије Дњепропетровског медицинског института у граду Дњепру, у Украјини.

## Живот и рад у Совјетском Савезу
Још док је студирао у Клужу, Милош је отишао на усавршавање у Француску и Швајцарску. Своју другу супругу, Марију Васиљевну Карпов, универзитетску професорку математике, први пут је видео у Цириху. Судбина је уредила да се они поново сретну у СССР-у, у Дњепропетровску, када је он за време рата заробљен (1916). Милош се оженио Маријом и усвојили су троје деце, ратне сирочади: Тању Левскају и Борју и Гаљу Фредерикс. Њихови потомци и дан-данас долазе у Каћ, да обиђу фамилију Марић.
Године 1930. Милош Марић је изабран за шефа катедре хистологије на Саратовском државном медицинском универзитету у Руском граду Саратову. Врло брзо постао је уважени научник у совјетској Русији, објављујући научне чланке и монографије из области митозе и амитозе. Неки руски научници уверени су да је Милош Марић Млађи (у Русији познат као Милош Милошевич Марич) поставио темеље области медицине која се данас зове клонирање. Упоредо са овим изучавањима Марић је радио и припреме за проучавање нервног система, али га је прекинуо Велики отаџбински рат. Ови радови објављени су тек после рата и Марићеве смрти и послужили су као основа за даља истраживања на том пољу. У Саратову и данас постоји спомен-соба посвећена овом научнику.

### Занимљивости из живота у Русији
Неки руски извори тврде да се из Совјетског Савеза дописивао са сестрама Милевом и Зорком, али се то на основу познатих Милевиних писама не може потврдити. Родитељима се јавио 1916. са фронта, а затим још једном 1924. и никада више.
У Русији се Марић дружио са чувеним руским оперским певачем Фјодором Шаљапином и глумцем Василијем Качаловим.
Постоје подаци и да је био у тиму који је учествовао у припреми балсамовања тела Владимира Иљича Лењина.

## Учешће у Другом светском рату и смрт
За време Другог светског рата у Саратову је учествовао у обуци младих лекара за службу на фронту. У томе му је помогло искуство из Првог светског рата. Као угледни научник позван је у Црвену армију, на московски фронт, где је због изузетно нарушеног здравља преминуо 1944. године, не дочекавши ослобођење своје друге домовине, Русије. Умро је 3. маја 1944. године. Сахрањен је на гробљу Хефортово у Саратову.

## Милош Марић у Србији данас
О Милошу Марићу Млађем мало се зна у Србији. На српском језику помиње се само у једној реченици у Енциклопедије Новог Сада – као десет година млађи брат Милеве Ајнштајн. Једини запис о њему оставио је Ђорђе Крстић у својој књизи Милева и Алберт Ајнштајн, у којој је једно поглавље посветио управо Милошу. Ниједан Марићев научни рад није до сада преведен на српски језик, али на томе ради новосадско Мало историјско друштво, које се бави афирмацијом свих значајних, а заборављених великана.